# Úrvalsdeild (2019)
Úrvalsdeild (2019) (znana jako Pepsi Max Deildin ze względów sponsorskich)
była 108. edycją najwyższej klasy rozgrywkowej piłki nożnej na Islandii.
Brało w niej udział 12 drużyn, które w okresie od 26 kwietnia do 28 września 2019 rozegrały 22 kolejki meczów.
Obrońcą tytułu był zespół Valur. Mistrzostwo po raz dwudziesty siódmy w historii zdobyła drużyna Reykjavíkur.

## Drużyny
| Uczestnicy poprzedniej edycji                                                                                 | Uczestnicy poprzedniej edycji | Uczestnicy poprzedniej edycji | Uczestnicy poprzedniej edycji |
| --- | ----------------------------- | ----------------------------- | ----------------------------- |
| VAL | Valur                         | 1                             |                               |
| BRE | Breiðablik                    | 2                             |                               |
| STJ | Stjarnan                      | 3                             |                               |
| KRE | KR                            | 4                             |                               |
| FH | FH                            | 5                             |                               |
| ÍBV | ÍB Vestmannaeyja              | 6                             |                               |
| KA | KA Akureyri                   | 7                             |                               |
| FYL | Fylkir                        | 8                             |                               |
| VÍR | Víkingur Reykjavík            | 9                             |                               |
| GRI | Grindavík                     | 10                            |                               |
| Awans z 1. deild 2018                                                                                         |                               |                               |                               |
| ÍA | Akraness                      | 1                             |                               |
| HKÓ | HK                            | 2                             |                               |
| Oznaczenia: - kolumna pierwsza – skróty nazw drużyn, - kolumna trzecia – miejsce zajęte w poprzednim sezonie. |                               |                               |                               |

## Tabela
| Lp. | Drużyna         | M  | Z  | R  | P  | B+ | B– | +/– | Pkt | Kwalifikacja lub spadek                     |
| --- | --------------- | -- | -- | -- | -- | -- | -- | --- | --- | ------------------------------------------- |
| 1   | KR (M)          | 22 | 16 | 4  | 2  | 44 | 23 | +21 | 52  | Liga Mistrzów UEFA • I runda kwalifikacyjna |
| 2   | Breiðablik      | 22 | 11 | 5  | 6  | 45 | 31 | +14 | 38  | Liga Europy UEFA • I runda kwalifikacyjna   |
| 3   | FH              | 22 | 11 | 4  | 7  | 40 | 36 | +4  | 37  | Liga Europy UEFA • I runda kwalifikacyjna   |
| 4   | Stjarnan        | 22 | 9  | 8  | 5  | 40 | 34 | +6  | 35  |                                             |
| 5   | KA              | 22 | 9  | 4  | 9  | 34 | 34 | 0   | 31  |                                             |
| 6   | Valur           | 22 | 8  | 5  | 9  | 38 | 34 | +4  | 29  |                                             |
| 7   | Víkingur R. (P) | 22 | 7  | 7  | 8  | 37 | 35 | +2  | 28  | Liga Europy UEFA • I runda kwalifikacyjna   |
| 8   | Fylkir          | 22 | 8  | 4  | 10 | 38 | 44 | −6  | 28  |                                             |
| 9   | HK              | 22 | 7  | 6  | 9  | 29 | 29 | 0   | 27  |                                             |
| 10  | ÍA              | 22 | 7  | 6  | 9  | 27 | 32 | −5  | 27  |                                             |
| 11  | Grindavík (S)   | 22 | 3  | 11 | 8  | 17 | 28 | −11 | 20  | Spadek do 1. deild karla                    |
| 12  | ÍBV (S)         | 22 | 2  | 4  | 16 | 23 | 52 | −29 | 10  | Spadek do 1. deild karla                    |

## Wyniki
| Gospodarz \ Gość | BRE | FH  | FYL | GRI | HK  | ÍA  | ÍBV | KA  | KR  | STJ | VAL | VIK |
| ---------------- | --- | --- | --- | --- | --- | --- | --- | --- | --- | --- | --- | --- |
| Breiðablik       |     | 4–1 | 4–3 | 0–0 | 1–2 | 0–1 | 3–1 | 4–0 | 1–2 | 1–1 | 3–3 | 3–1 |
| FH               | 2–4 |     | 2–1 | 3–0 | 2–0 | 1–0 | 6–4 | 3–2 | 1–2 | 2–2 | 3–2 | 1–0 |
| Fylkir           | 4–3 | 2–2 |     | 2–1 | 3–2 | 2–2 | 3–0 | 3–2 | 1–4 | 1–4 | 0–1 | 3–1 |
| Grindavík        | 0–2 | 0–0 | 1–0 |     | 1–1 | 1–1 | 2–1 | 0–2 | 2–1 | 1–1 | 2–2 | 0–0 |
| HK               | 2–2 | 2–0 | 1–2 | 0–0 |     | 1–1 | 2–0 | 2–1 | 4–1 | 1–1 | 1–2 | 1–3 |
| ÍA               | 1–2 | 2–0 | 2–0 | 1–1 | 0–2 |     | 2–1 | 3–1 | 1–3 | 2–0 | 1–2 | 1–5 |
| ÍBV              | 1–1 | 1–2 | 0–3 | 2–2 | 0–1 | 3–2 |     | 1–1 | 1–2 | 0–2 | 2–1 | 1–1 |
| KA               | 0–1 | 1–0 | 4–2 | 2–1 | 1–1 | 1–1 | 2–0 |     | 0–0 | 4–2 | 1–0 | 3–4 |
| KR               | 2–0 | 3–2 | 1–1 | 5–2 | 3–2 | 2–0 | 3–0 | 1–0 |     | 2–2 | 3–2 | 1–0 |
| Stjarnan         | 1–3 | 1–3 | 5–1 | 0–0 | 1–0 | 3–1 | 3–2 | 0–2 | 1–1 |     | 2–1 | 2–1 |
| Valur            | 0–1 | 2–3 | 1–0 | 1–0 | 2–0 | 1–2 | 5–1 | 3–1 | 0–1 | 2–2 |     | 3–3 |
| VIK              | 3–2 | 1–1 | 1–1 | 1–0 | 2–1 | 0–0 | 3–1 | 2–3 | 0–1 | 3–4 | 2–2 |     |

## Najlepsi strzelcy
| Bramki | Strzelcy                     | Drużyna     |
| ------ | ---------------------------- | ----------- |
| 14     | Gary Martin                  | Valur / ÍBV |
| 13     | Steven Lennon                | FH          |
| 13     | Thomas Mikkelsen             | Breiðablik  |
| 13     | Elfar Árni Aðalsteinsson     | KA          |
| 13     | Hilmar Árni Halldórsson      | Stjarnan    |
| 10     | Geoffrey Castillion          | Fylkir      |
| 10     | Hallgrímur Mar Steingrímsson | KA          |
| 8      | Patrick Pedersen             | Valur       |
| 8      | Pálmi Rafn Pálmason          | KR          |
| 8      | Morten Beck Guldsmed         | FH          |

Źródło: soccerway

## Stadiony
| Breiðablik     |
| -------------- |
| Kópavogsvöllur |
| 3009           |
|                |

| FH         |
| ---------- |
| Kaplakriki |
| 6450       |
|            |

| Fylkir              |
| ------------------- |
| Floridana völlurinn |
| 1854                |
|                     |

| Grindavik         |
| ----------------- |
| Grindavíkurvöllur |
| 1750              |
|                   |

| HK     |
| ------ |
| Kórinn |
| 1452   |
|        |

| ÍA            |
| ------------- |
| Akranesvöllur |
| 3054          |
|               |

| ÍBV            |
| -------------- |
| Hásteinsvöllur |
| 3034           |
|                |

| KA              |
| --------------- |
| Akureyrarvöllur |
| 1645            |
|                 |

| KR        |
| --------- |
| KR-völlur |
| 3333      |
|           |

| Stjarnan      |
| ------------- |
| Stjörnuvöllur |
| 1440          |
|               |

| Valur             |
| ----------------- |
| Vodafonevöllurinn |
| 2465              |
|                   |

| Víkingur R.   |
| ------------- |
| Víkingsvöllur |
| 1848          |
|               |